# Sju Dalar
Sju dalar  (Haft Vádí på originalspråket persiska) är ett av Bahá'u'lláhs mystiska verk, skriven under hans exil i Bagdad under åren 1858 – 1862, dvs några år innan Bahá'u'lláh utvecklade bahá'í-tron och fick merparten av alla bábí-troende att anamma hans revideringar av Babs lära. Sju dalar följer själens väg på en andlig resa genom sju olika steg; från denna värld till andra verkligheter som finns närmare Gud. Boken publiceras ibland tillsammans med skriften Fyra dalar, trots att de inte beroende av varandra på något sätt.
Den relativt korta boken Sju dalar är skriven enligt sufistisk tradition, och det persiska originalet har Bahá'u'lláh konsekvent skrivit med rim trots att boken inte har några verser. Leken med ord och referenserna till Koranen och islam har i likhet med rimmen inte följt med i översättningarna till europeiska språk trots flera försök. De översatta skrifterna har därför försetts med ett omfattande notpaket.

## Bakgrund
När Bahá'u'lláh i januari 1853 tvingades lämna hemlandet Iran valde han att bosätta sig i Bagdad i dåvarande Osmanska riket. Där fanns redan tusentals bábí-troende liksom han, flyktingar från Iran, där tiotusentals anhängare till profeten Báb redan lidit martyrdöden. Inom bahá'í-samfundet i Bagdad fanns dock stora motsättningar, och eftersom ledaren Báb var död fanns det flera personer som såg sig som hans efterträdare, bland annat Bahá'u'lláhs yngre halvbror Mírzá Yaḥyá, som nu kallade sig för Ṣubḥ-i-Azal (ungefär "Odödlighetens morgon").,
Bahá'u'lláh lämnade efter ett drygt år stridigheterna. Den 10 april 1854 försvann han från Bagdad, och begav sig i hemlighet norrut till bergen kring den kurddominerade staden Sulaymaniyya och levde ett liv som kringvandrande mystiker. Han kom i kontakt med kurder som praktiserade den islamiska mystik som kallas sufism, en tradition som även många av Irans stora poeter levt i. Bahá'u'lláh antas av några forskare ha spridit bábí-läran (det som senare blev bahá'í) till sunni-muslimer i samband med inbjudningar till middagar och samkväm med många gäster där religion diskuterades efter middagen. Som gäst förväntades han berätta om de dramatiska händelser i Iran som hade utlösts av Bábs lära, och om de nya religiösa strömningar som denna hade resulterat i. Bahá'u'lláh utvecklades som pedagog och författare under de två åren i "irakiska Kurdistan", och bl.a. Näktergalens ode – en arabisk dikt i klassisk sufisk stil, där Bahá'u'lláh antyder sitt uppdrag som frälsare för första gången – kom till under denna period.
Tillbaka i Bagdad den 19 mars 1856 började han planera för några av sina mystiska verk: Förborgade ord, Sju dalar och Fyra dalar. Han skulle ju, enligt de uppenbarelser han fått när han 1852 hade suttit i kedjad i det underjordiska fängelset Síyáh-Chál i Teheran, bevisa sin ställning som sändebud från Gud genom att använda pennan som verktyg. Som många av hans senare skrifter kom också Sju dalar till genom att han riktade sig till en person, och det var i detta fall fråga om ett långt svarsbrev till en sufi-mystiker, Shaykh Muhyi'd-Din – ett brev på persiska som på 1860-talet hade mångfaldigast och cirkulerade under namnet "Sju dalar".

## Den själsliga resans sju dalar
Bahá'u'lláh närmar sig i boken den verkliga innebörden av begreppet själens odödlighet, nämligen den oupphörliga strävan efter att lära känna Gud. Under denna resa utvecklas förhoppningsvis själen, men Himlen är ingen fysisk plats eftersom Gud (och våra själar) inte behöver någonstans att uppehålla sig fysiskt eftersom de tillhör den andliga sfären. Koranens "himlar" blir i Bahá'u'lláhs tappning själens rådande "hälsotillstånd" och inte faktiska vistelseorter på dess resa mot Gud. Paradis, helvete och mellanting mellan dessa ytterligheter ses som bilder för den troendes resa mot Gud eller mot andlig isolering.
Sju dalar beskriver essensen (den innersta naturen) av en själslig resa i dess eviga strävan mot att närma sig sin skapare, Gud. De sju stegen (dalarna) i denna resa, som Bahá'u'lláh använder sig av för att på sitt sätt förklara själens mysterium, är ett traditionellt använt mystiskt begrepp i Mellanöstern och Indiska halvön. Den metafor som de sju dalarna representerar återfinns så tidigt som på 1100-talet i den berömda långa, berättande dikten Fågelkonferensen (Manteq at-Tair) av sufi-poeten Farid ud-Din Atta.. Bahá'u'lláhs Sju dalar betraktas som en unik kommentar till det traditionella sufistiska temat om de själsliga sju stegen och signalerar även hans eget framtida tillkännagivande (om att han vår tids sändebud från Gud) på många subtila sätt. Både Bahá'u'lláh och Attar använder fåglar i bildspråket , och Bahá'u'lláh liknade även senare sina uppenbarelser vid näkergalens skönsång.
Bahá'u'lláh skriver i Sju dalar att man finner vägen till Guds närvaro genom att lyssna till det budskap som ges av Guds Manifestation för den tid man lever i. Varje människa kan emellertid, oavsett hur svag, fattig och outbildad hon än är, förvärva Guds egenskaper genom att underkasta sig de gudomliga lagarna och genom att reflektera över Guds Ord, som det uppenbarats av Guds sändebud och religionsbildare. Den sökare som genom mystiken lyckas nå Guds närvaro kan utan vidare peka ut vem som är gudsmanifestation i den tid som han/hon lever i. Senare bahá'í-litteratur innehåller en med tiden allt mer fulländad plan för hur det framtida idealsamhället ska organiseras, men Sju dalar uppehåller sig helt vid "det rike som ej är av denna världen" och är därmed någorlunda jämförbar med Jesus Bergspredikan. Sökarens väg mot allt större andliga framgångar och ett gradvis avskiljande från det materiella har stora likheter med indiska religioner eller religioner som uppstått i Indien. 
Den svenska översättningen kom 1999. De sju dalarna i boken, vilkas innehåll många forskare, teologer och pedagoger försökt sammanfatta i enkla meningar, bär namnen:
Sökandets dalVägfararen, eller den andliga sökaren, måste se inom sig och rena sitt hjärta från distraherande önskningar. "Springaren" i denna dal är tålamod.
Kärlekens dalKärlekens eld, passionerad och vanvettig, måste koncentreras till Gud. I denna dal är "springaren" smärta.
Kunskapens dalKunskap, eller en djup förståelse, lär vägfararen att se Guds vägledande hand – försynen – överallt. Denna dal är den sista begränsande dalen.
Enhetens dalDen korrekta förnimmelsen av Guds enhet är att se Gud överallt, utan att säga att det är fråga om monism eller panteism. Vägfararen ser nu inte på skapelsen utifrån dess begränsningar utan ser Guds egenskaper i allt skapat. Vägfararen uppnår ett tillstånd av avskiljande från allt timligt och är inte bekymrad över sitt själv och saknar helt ett ego. I stället prisar sökaren Gud för allt skapat.
Förnöjsamhetens dalSökaren befinner sig i ett tillstånd av förnöjsamhet och behöver ingenting annat än Gud. Även om sökaren kan se eländig och fattig ut, är han belönad med välstånd och makt från den andliga världen och känner en djup inre lycka. Lycka är kännetecknet för den sanna tron och kan inte ersättas med förvärv av materiella ting eftersom glädjen över en ny ägodel är så begränsad i både tid och styrka.
Förundrans dalHär har sökaren blivit helstum inför Guds skönhet. Sökaren blir medveten om vidden av och härligheten i Guds skapelse, och upptäcker de inre mysterierna av Guds uppenbarelse. Genom att se det ena mysteriet efter det andra fortsätter sökaren att stå handfallen av obeskrivbar förundran inför Guds verk.
Den sanna fattigdomens och absoluta intighetens dalDetta är den mest avlägsna nivå som man med hjälp av mystiken kan nå. Sökaren saknar helt materiella ting, men är rik i anden. Sökarens själv tillintetgörs i föreningen med Gud, men det är inte fråga om en existentiell förening med Gud. Den innersta naturen av Guds själv och mystikens själv fortsätter i Bahá'u'lláhs bok att vara åtskilda till motsats ifrån vad som verkar vara en fullkomlig enhet med Gud i många andra religiösa traditioner.